# Teodorico Pedrini
Teodorico Pedrini, né le 30 juin 1671 à Fermo, dans la région des Marches  (Italie) et mort le 10 décembre 1746 à Pékin (Chine), est un missionnaire lazariste italien, compositeur et claveciniste de renom.
Il fut envoyé en 1702 en Chine par le pape Clément XI afin d'évangéliser le Fils du Ciel, l'empereur Kangxi.
Son voyage romanesque de près de dix ans entre Rome et Pékin en fit un personnage de littérature, et ses œuvres musicales et théoriques ainsi que sa détermination doctrinale en font une figure presque aussi importante que Matteo Ricci (1552, Macerata - 1610, Pékin) dans le processus d'inculturation du christianisme en Chine.

## Biographie
Teodorico Pedrini fut baptisé, sous le nom de Paolo Filippo Teodorico, le 6 juillet 1671 dans la paroisse de San Michele Arcangelo, à Fermo, capitale de Province dans la région des Marches.

### Famille de Teodorico Pedrini
Son père, Giovanni Francesco Pedrini, né à Servigliano le 5 février 1630 est notaire principal de la Ville de Fermo entre 1669 et 1707. 
Il exerce dès 1656 les deux premières années d’activité notariale dans son pays, auxquelles suivent environ dix ans comme chancelier auprès de l’Auditeur de Chambre à Rome. 
Il épouse, le 23 janvier 1670, Nicolosa Piccioni, née à Fermo le 14 mars 1650, fille d’un autre notaire, Giovanni Francesco Piccioni da Altidona avec laquelle il a six fils dont Teodorico est l’aîné. 
G.F. Pedrini a été le grand-père du cardinal Domenico Spinucci.

### Études à Fermo et à Rome
Théodoric prend la tonsure en 1687 et les Ordres mineurs en 1690 à Fermo. Il fréquente l’Université de Fermo, où il est diplômé in Utroque Jure le 26 juin 1692. Du 16 novembre 1692 au 7 août 1697, il est pensionnaire du Collège Piceno à Rome, aujourd’hui siège du Pio Sodalizio dei Piceni. En 1696, il adhère à l’Académie d’Arcadie, où il prend le nom de Dior Taumasio. En décembre 1697, il reçoit le sous-diacre ; en mars 1698, il est ordonné diacre, et deux semaines plus tard - la nuit de Pâques (29 mars) - prêtre dans la basilique Saint-Jean-de-Latran à Rome.

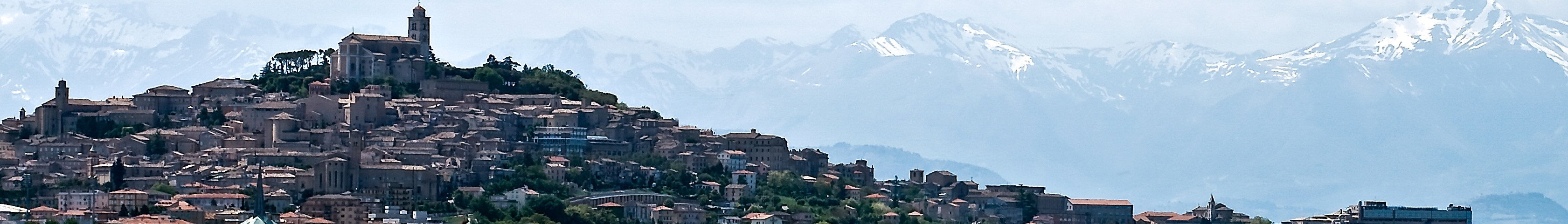
Fermo, actuelle capitale de la province du même nom dans les Marches italiennes.

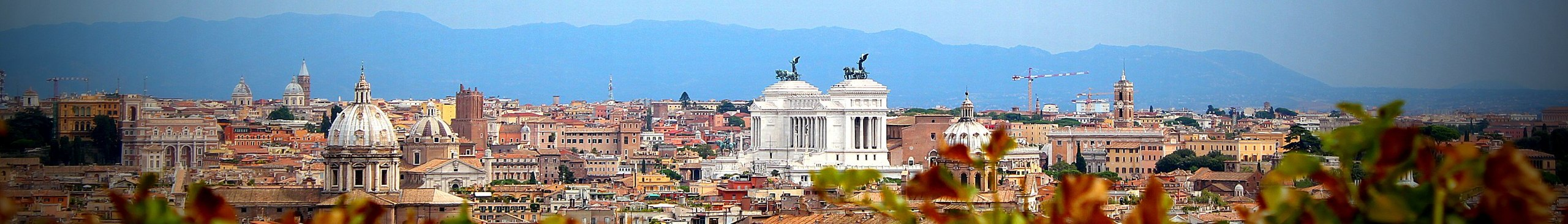
Rome.

Entre-temps, le 23 février 1698, il avait adhéré à la Congrégation de la Mission de Saint Vincent de Paul (Vincent ou Lazaristes), et en juin de la même année, il entre dans la communauté lazariste auprès du complexe des Saints Jean et Paul au Caelius à Rome, où il demeure jusqu’en janvier 1702, moment de son départ pour la mission de Chine comme envoyé par Propaganda Fide, après avoir rencontré le pape Clément XI, l’urbinate Giovanni Francesco Albani. Il est alors envoyé de Rome en Chine pour plaire à l'Empereur, qui avait souhaité avoir quelques artistes européens pour sa cour. Il doit faire partie du voyage de Charles Thomas Maillard de Tournon, légat du pape, qui partait inspecter les Jésuites en Chine.

### Un voyage romanesque
Son voyage, commencé par Rome le 12 janvier 1702, fut très long, à travers la via francigena, jusqu’à Sienne et Livourne, puis par bateau à Toulon, puis à Paris, où était nonce l’archevêque Filippo Antonio Gualterio. Bien que sélectionné pour faire partie de la première légation pontificale du Patriarche Charles Thomas Maillard de Tournon, il ne réussit pas à le rencontrer et, après un an et demi de séjour à Paris, il part avec d’autres missionnaires de Saint-Pierre le 26 décembre 1703 de Saint-Malo sur un navire français.
Malheureusement retardé, Pedrini ne put rejoindre les îles Canaries à temps, et le bateau partit sans lui. Lorsqu'il put s'embarquer, les vents alizés entraînèrent le navire vers l'Amérique du Sud, dans la direction opposée à la route habituellement suivie.
Après avoir difficilement franchi le cap Horn, il toucha terre à Concepción au Chili, puis à Lima au Pérou où il fut bloqué pendant plus d’un an.

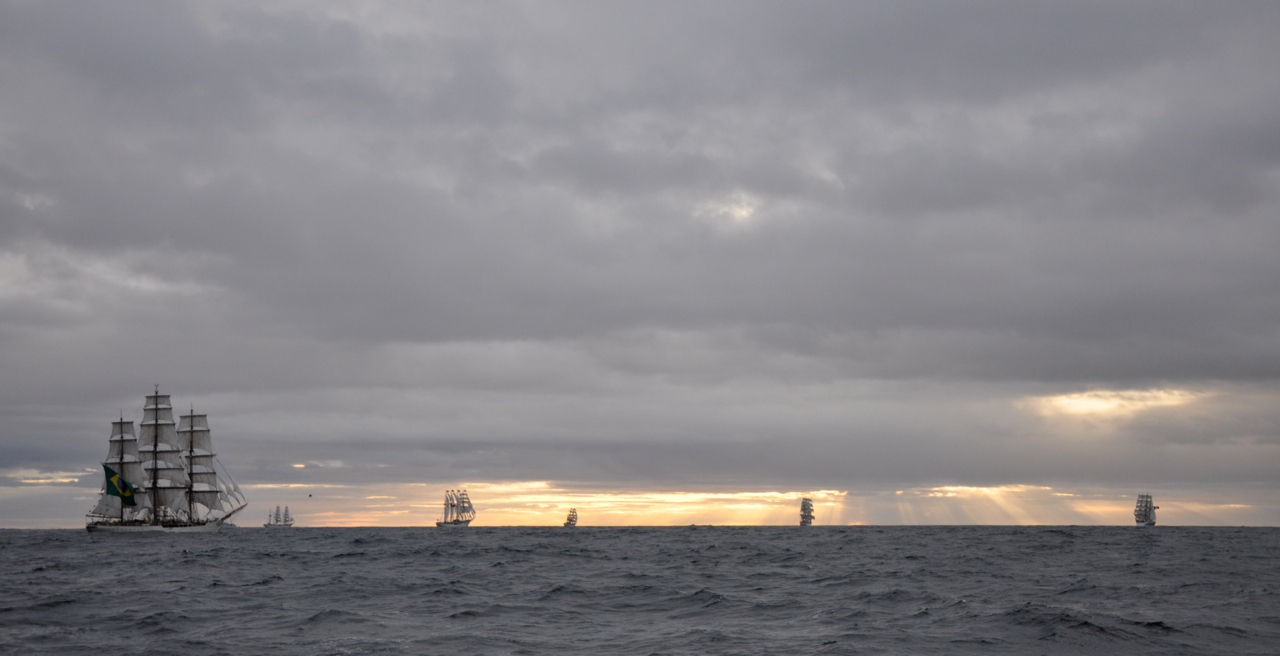
Direction le Cap Horn.

Le missionnaire se rendit alors par mer au Guatemala, puis par terre à Acapulco au Mexique en 1705, d’où il put appareiller sur le Galion de Manille en 1707, touchant les îles Mariannes avec destination finale aux îles Philippines, où il resta, malgré lui, pendant deux ans encore.
Après s’être réuni dans le port de Mariveles avec des missionnaires de Propaganda Fide, dont Matteo Ripa, il arriva, après trois mois de navigation périlleuse au sud du tropique du Cancer, sur la côte sud de la République populaire de Chine en janvier 1710, juste à temps pour remettre la barrette de Cardinal à Charles Thomas Maillard de Tournon qui, alors qu’il eut été fait prisonnier à Macao, décéda le 8 juin 1710.

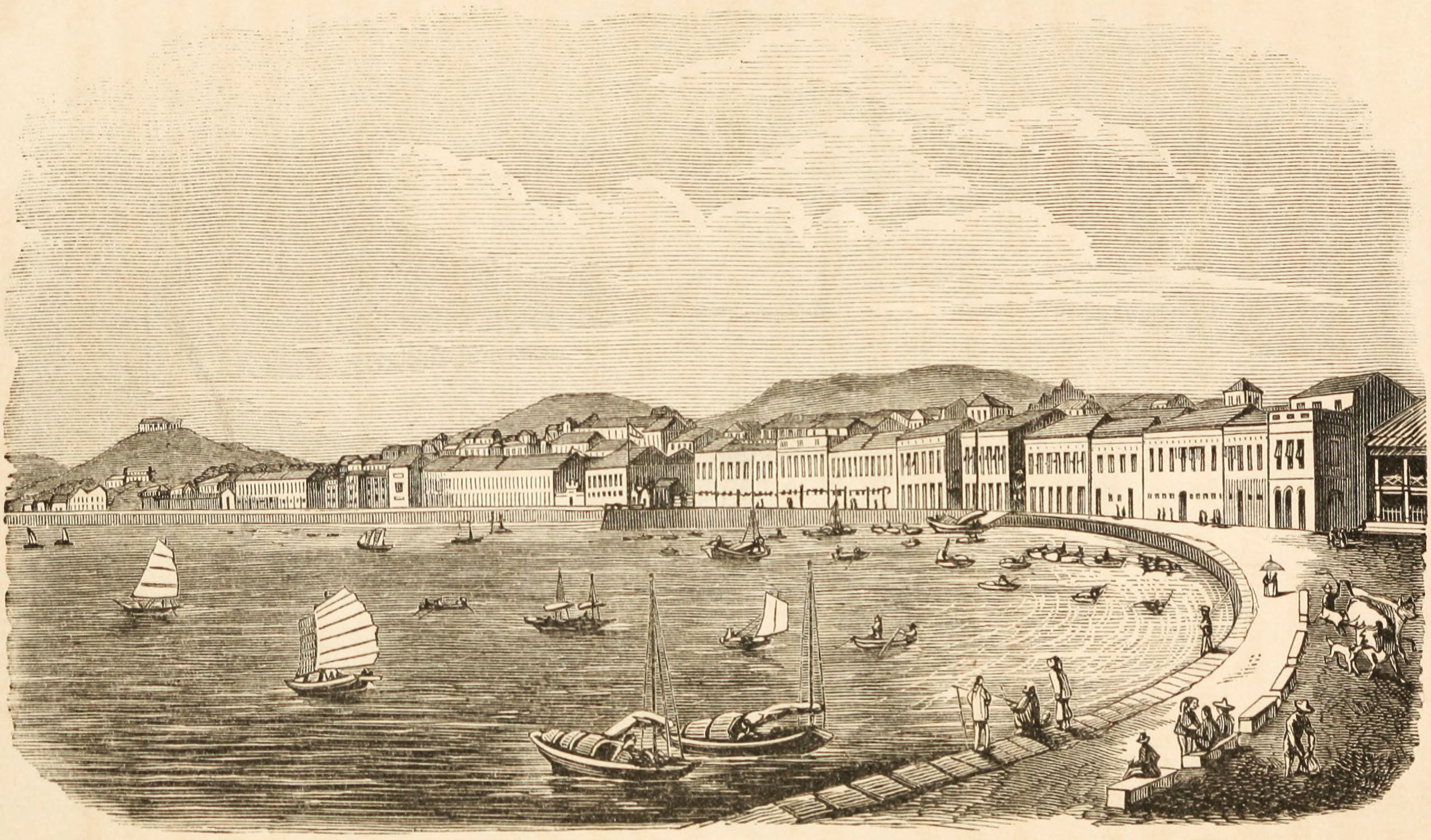
Établissement portugais de Macao

### Arrivée à Pékin
De là, Teodorico Pedrini affréta un vaisseau sur ses propres fonds, se déguisa en capitaine pour déjouer les geôliers et se rendit enfin à Pékin sur désignation écrite de Charles Thomas Maillard de Tournon lui-même - qui répondait à la demande de l’Empereur Kangxi d’avoir des personnes habiles dans la musique à la cour.

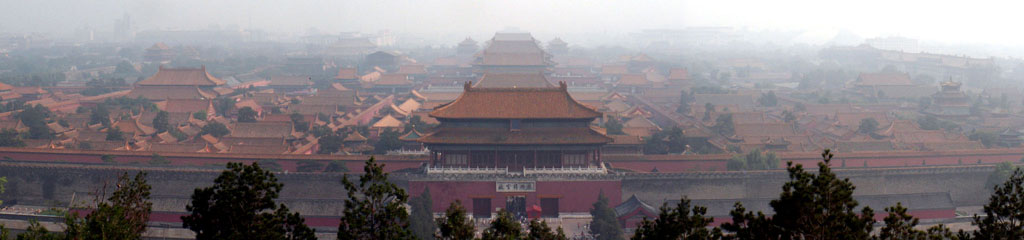
Cité interdite.

Il arriva donc dix ans après son départ de Rome, le 5 février 1711 à Pékin. Le 5 février 1711, il se rend à Pékin et le lendemain il est reçu par Kangxi : il est connu de l’empereur grâce à une information transmise par Tournon au gouverneur cantonais en mars 1710, qui le signale pour la première fois dans ses sources comme un bon connaisseur «de la science des principes de la musique», de l’orgue et d’autres instruments. 

### La Cité interdite

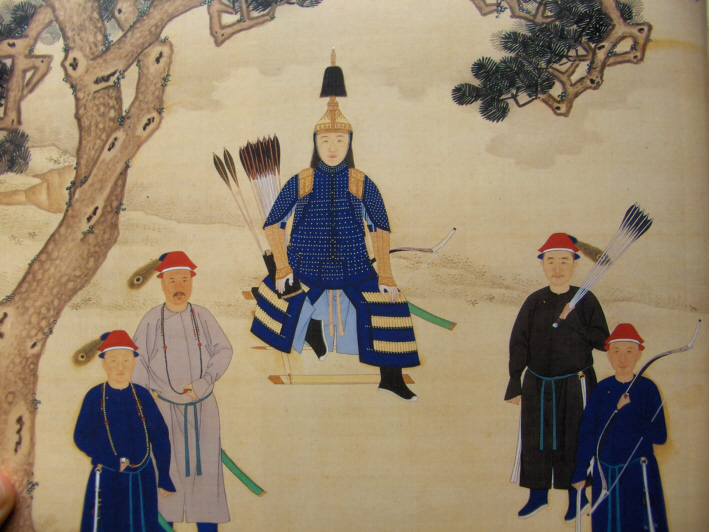
Empereur Kangxi

Il fut reçu le jour même avec Matteo Ripa par l'empereur Kangxi, qui dès lors les prit sous sa protection le premier comme musicien et le second comme peintre et graveur, et ce malgré l'hostilité de certains courtisans.
Teodorico Pedrini restera au service des Fils du ciel, Kangxi, Yongzheng et Qianlong et ce, jusqu'à sa mort, en 1746 :  Il sera chargé de l'entretien des clavecins de la cour, de la construction d'instruments, dont un nouvel orgue pour l'église des Jésuites du Bei Tang, et un autre orgue pour l'Empereur.
Il achèvera le traité de musique européenne commandée par l'Empereur au jésuite Thomas Pereira (mort en 1708) et accompagnera l'Empereur dans ses voyages, enseignant la musique à ses fils.

## Postérité de Teodorico Pedrini
Teodorico Pedrini fut missionnaire en Chine de 1711 à 1746, année de sa mort. La figure de Pedrini acquiert du relief dans la première moitié du XVIIIe siècle pour deux types de motifs :

### pour l’Histoire de l'Église
Pedrini fut l’un des protagonistes de la mission en Chine entre la fin du XVIIe siècle et la première moitié du XVIIIe siècle dans un contexte de querelles doctrinales. La Controverse dite des Rites chinois concernait la manière de comprendre la pratique religieuse chrétienne, en particulier par rapport aux pratiques chinoises de dérivation confucéenne, que les jésuites, dans le sillage de l’enseignement de Matteo Ricci (Macerata, 6 octobre 1552 - Pékin, 11 mai 1610), étaient disposés à tolérer pour les chrétiens convertis.

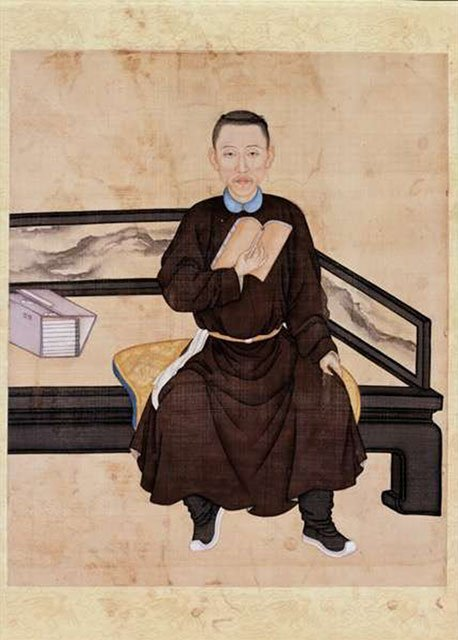
Prince Yinzhen, futur Empereur Yongzheng, lisant un livre.

Teodorico Pedrini fut parmi les rares missionnaires qui, dans ce contexte, restèrent partisans des positions du Saint-Siège, laquelle avait à plusieurs reprises interdit (avec les bulles Ex illa die en 1715 et Ex quo singulari en 1742) la combinaison des liturgies chrétiennes avec les pratiques confucéennes; et la fermeté de ses positions lui procura aussi les coups et la prison. Dans la période la plus délicate de la controverse, Pedrini fut le principal interlocuteur de Propaganda Fide à Pékin, et à ce titre il entretenait de fréquents contacts épistolaires avec Rome.
En 1723, Pedrini acheta à Pékin une grande résidence sur l’avenue Xīzhímén (西 直 門) - menant de la Cité interdite à l’Ancien Palais d’Été, résidence de la cour impériale - ouvrant au culte juste après l’Église de Xitang (西 堂), dédiée à la Vierge des Sept Douleurs, la première église non jésuite de Pékin.
L’église fut deux fois détruite (en 1811 et en 1900) et deux fois reconstruite (en 1867 et en 1912), et aujourd’hui encore elle se dresse sur le même lieu, dédiée à la Vierge du Mont Carmel. Dans les années qui suivirent, Teodorico Pedrini donna cette résidence à la Congrégation de Propaganda Fide, d’où il avait été envoyé. Aujourd’hui encore, une inscription sur le mur intérieur de l’église de Xitang rappelle à tous les visiteurs le nom de son fondateur.

### pour l’Histoire de la Musique
Teodorico Pedrini, en plus d’avoir été un prêtre, fut également musicien ; cette habileté l’aida d’abord à être admis à la cour impériale chinoise et donc à se faire les faveurs de trois empereurs sous lesquels il vécut et œuvra : Kangxi (1662-1722), Yongzheng (1722-1735) et Qianlong (1735-1796). En tant que musicien, Pedrini enseigne trois enfants de l’empereur Kangxi, construit des instruments de musique et répare ceux qui existent à la cour.

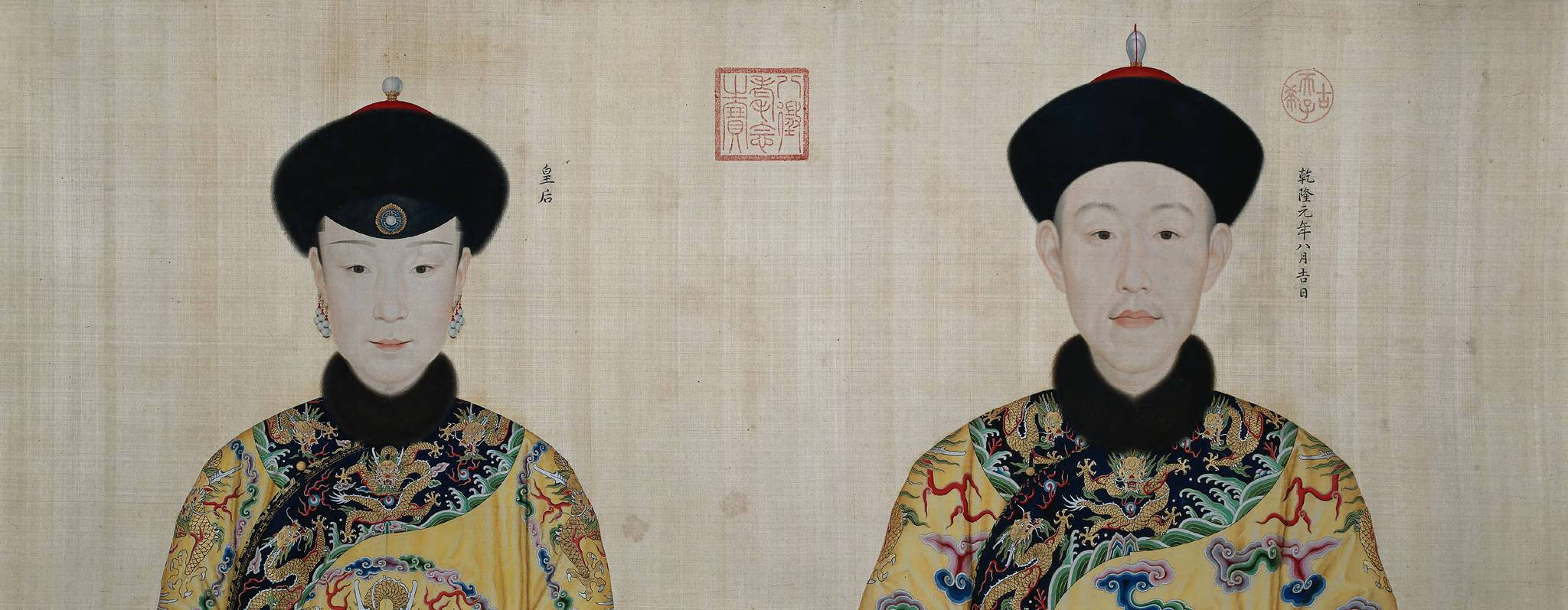
Empereur Qianlong et son épouse. Peinture de Giuseppe Castiglione

### Co-auteur d’un traité de Théorie musicale
Il est co-auteur, avec son prédécesseur Tomas Pereira, missionnaire jésuite portugais, du premier traité de théorie de la musique occidentale publié en Chine : le Lēlēzhèngyì-Xùbiān (律 呂 正 義 續 編 - 1714), qui a ensuite été intégré dans l’œuvre encyclopédique monumentale, appelée Siku Quanshu, publiée intégralement en 1781.

### Compositeur de Musique Baroque
En outre, Teodorico Pedrini est l’auteur des seules compositions de musique occidentale connues en Chine au XVIIIe siècle, les « Dodici Sonate pour Violon Seul avec Basso del Nepridi - Opera Terza", dont le manuscrit original est conservé aujourd’hui à la Bibliothèque nationale de Chine.
- Les musiques de Teodorico Pedrini ont été enregistrées en 1996 par le groupe français XVIII-21 Musique des Lumières (maintenant XVIII-21 Le Baroque Nomade), dirigé par Jean-Christophe Frisch, sous le titre Concert Baroque à la Cité Interdite (CD ed. Audivis Astrée E 8609).
- Les musiques originales de Teodorico Pedrini ont également été enregistrées, sous le titre "Sonate" (CD ed. ORF 3122 LC 11428), par l’Ensemble Sirocco, duo formé par la Belge Nathalie Houtman à la flûte douce et par le français Raphaël Collignon au clavecin.
- Un nouveau CD a été publié récemment pour Naxos sur les musiques de Teodorico Pedrini, contenant l’exécution intégrale de toutes les Douze Sonates, dans leur version originale avec violon, Nancy Wilson, et clavecin, Joyce Lindorff.

Jusqu'à nos jours, Teodorico Pedrini est toujours considéré comme un des plus importants ambassadeurs culturels de la musique occidentale en Asie de tous les temps.[réf. nécessaire]

### Position de Pedrini dans les relations culturelles entre l’Occident et l’Orient
La rédaction du traité de théorie musicale, ainsi que les compositions musicales restées en Chine, place historiquement Teodorico Pedrini parmi les principaux auteurs de l’introduction de la musique occidentale en Chine.

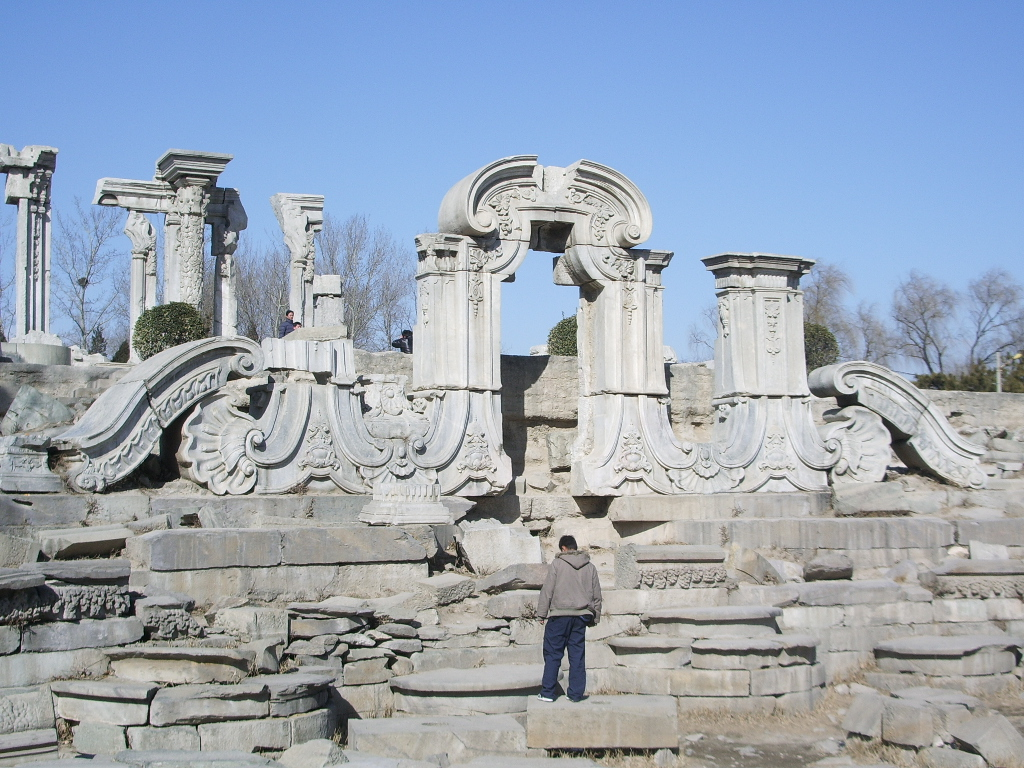
Ruines de l'Ancien Palais d'été

## Autres sources
- D'après le CD Concert baroque à la Cité interdite de l'ensemble XVIII-21 de Jean-Christophe Frisch)
- Jacques Baudouin s'est inspiré de la vie de Teodorico Pedrini pour écrire un roman historique, Le Mandarin blanc, aux Éd. J.-C. Lattés.